# Mutter (singolo)
Mutter è un singolo del gruppo musicale tedesco Rammstein, pubblicato il 25 marzo 2002 come quarto estratto dall'album omonimo.

## Descrizione
Il testo del brano affronta due tematiche, che possono essere ricondotte sia all'abbandono, che alla clonazione umana. Il testo, infatti, parla di un bambino che non ha mai avuto una mamma che lo coccolasse, forse perché abbandonato, o forse perché, come cita il testo, generato «in fretta e senza seme», come fosse stato generato in un laboratorio.

## Tracce
CD
1. Mutter (Radio Edit) – 3:40
2. 5/4 – 5:30

CD maxi
1. Mutter (Radio Edit) – 3:40
2. Mutter (Vocoder Mix) – 4:32
3. 5/4 – 5:30
4. Mutter (Sono's Inkubator Mix) – 7:22

## Formazione
Hanno partecipato alle registrazioni, secondo le note di copertina di Mutter:
Gruppo
- Christoph Doom Schneider – batteria
- Doktor Christian Lorenz – tastiera
- Richard Z. Kruspe-Bernstein – chitarra
- Till Lindemann – voce
- Paul Landers – chitarra
- Oliver Riedel – basso

Altri musicisti
- Olsen Involtini – arrangiamento strumenti ad arco
- Filmorchester Babelsberg – strumenti ad arco
- Günter Joseck – direzione

Produzione
- Jacob Hellner – produzione
- Rammstein – produzione
- Stefan Glaumann – missaggio
- Ulf Kruckenberg – ingegneria del suono
- Myriam Correge – assistenza tecnica
- Florian Ammon – programmazione Logic e Pro Tools
- Howie Weinberg – mastering
- Michael Schubert – ingegneria strumenti ad arco